# The Wyatt Sicks
The Wyatt Sicks (também estilizados como Wyatt Sick6) é um grupo de luta livre profissional que atua na WWE, na marca SmackDown. O grupo é composto pelo líder Uncle Howdy (alter ego de Bo Dallas) e pelos membros Erick Rowan, Dexter Lumis, Joe Gacy e Nikki Cross.
As origens do grupo começam com Bray Wyatt, irmão de Dallas na vida real, que faleceu em agosto de 2023. Wyatt havia retornado à WWE em outubro de 2022 e se aliado a Uncle Howdy, interpretado por Dallas, em dezembro daquele ano, com planos de eventualmente formar um novo grupo que supostamente incluiria versões reais dos personagens de marionete do "Firefly Funhouse" de Wyatt, chamado de "Wyatt 6". Após a morte de Wyatt, Howdy permaneceu em hiato até seu retorno em junho de 2024, junto com Rowan, Lumis, Gacy e Cross, formando os Wyatt Sicks (um trocadilho com "Wyatt 6 (seis)"), com os outros membros interpretando os personagens de marionete: Rambling Rabbit, Mercy the Buzzard, Huskus the Pig Boy e Abby the Witch, respectivamente. A partir do episódio do Raw em 24 de junho de 2024, Howdy começou a aparecer como Bo Dallas, desta vez uma versão kayfabe de sua identidade real, Taylor Rotunda, semelhante à última gimmick de seu irmão durante sua última passagem pela WWE. 

## História

### Formação
Após o retorno de Windham Rotunda à WWE — que trabalhou como Bray Wyatt — no Extreme Rules em outubro de 2022, ele foi acompanhado por um personagem misterioso que Wyatt identificou apenas como "Uncle Howdy", interpretado pelo irmão na vida real de Windham, Taylor, conhecido anteriormente como Bo Dallas. Uncle Howdy fez várias aparições, notavelmente em segmentos envolvendo a rivalidade de Wyatt e Alexa Bliss com Bianca Belair em janeiro de 2023 — Bliss havia estado envolvida em uma história com Wyatt antes de sua saída da WWE em 2021. Wyatt e Howdy apareceram juntos pela última vez no episódio do SmackDown em 17 de fevereiro de 2023, onde ambos atacaram o Hit Row, seguido por Wyatt desafiando o vencedor de Brock Lesnar contra Bobby Lashley, que ocorreu no Elimination Chamber daquele ano, para uma luta na WrestleMania 39. Essa seria também a última aparição física de Wyatt, pois ele foi retirado da televisão logo depois devido a uma doença não divulgada. Uncle Howdy teve uma aparição adicional no episódio da semana seguinte do SmackDown, onde confrontou Lashley, que havia vencido no Elimination Chamber, antes que a história fosse abandonada devido à ausência indefinida de Wyatt. Wyatt faleceu em 24 de agosto, aos 36 anos, e Uncle Howdy foi subsequentemente removido da programação da WWE. Durante o documentário de abril de 2024, "Bray Wyatt: Becoming Immortal", Taylor mostrou as ideias inacabadas que Windham havia deixado. Ele também insinuou o retorno de Uncle Howdy, como visto no final do documentário, onde a silhueta de Howdy estava atrás da lanterna de Wyatt. Antes da morte de Wyatt, houve especulações online de que ele e Howdy formariam uma nova versão da Wyatt Family chamada Wyatt 6, que incluiria versões reais de seus personagens de marionete do Firefly Funhouse, que haviam sido vistos em seu retorno no Extreme Rules e no Royal Rumble de 2023.
No início de 2024, a WWE lançou um jogo de realidade alternativa apelidado de "Nightbird". Nos meses seguintes, veicularam vinhetas em eventos ao vivo e durante os intervalos comerciais de programas televisivos, acompanhadas por falhas de produção ao som da música "Nightbird", de Marti Amado. Além disso, após a WrestleMania XL em abril de 2024, distorções de tela curtas apareceram em vários momentos durante a programação da WWE, cada uma exibindo um QR code que levava a sites com imagens, minijogos e enigmas que faziam referências vagas ao retorno de Uncle Howdy, além de seu grupo, de forma semelhante ao retorno de Wyatt no Extreme Rules 2022. Em alguns casos, os perfis de mídia social da WWE e outras plataformas foram tomados por Howdy, incluindo situações como um QR code para o WWE 2K24 que apareceu ao iniciar o jogo.

### Estreia e primeiras aparições
No final do episódio do Raw em 17 de junho de 2024, as luzes da arena se apagaram e uma porta apareceu no palco, semelhante a como Wyatt havia retornado no Extreme Rules 2022. A porta se abriu para revelar Nikki Cross saindo de quatro em direção à lanterna de Wyatt, antes de se levantar e direcionar a câmera para os bastidores, onde foi mostrado que diversos funcionários anônimos da WWE, vários seguranças e Chad Gable haviam sido brutalmente atacados. Erick Rowan, Dexter Lumis e Joe Gacy foram vistos sobre a carnificina em vários momentos, antes de finalmente revelar Uncle Howdy, que liderou o grupo ao palco em direção a Cross, pegou a lanterna e proclamou "estamos aqui", apagando-a, semelhante ao que Wyatt fazia. Foi então revelado que o grupo se chamava Wyatt Sicks (um trocadilho com "Wyatt 6 (seis)"), com Cross, Rowan, Lumis e Gacy interpretando os respectivos personagens do Firefly Funhouse: Abby the Witch, Ramblin' Rabbit, Mercy the Buzzard e Huskus the Pig Boy. No episódio do Raw em 24 de junho, Bo Dallas apareceu "sendo entrevistado" por seu alter ego Uncle Howdy, lamentando a morte de seu irmão Bray Wyatt.
O grupo teria sua primeira luta no episódio do Raw em 5 de agosto, onde Lumis, Gacy e Rowan formariam uma equipe para enfrentar o time recém-formado "American Made" (Chad Gable e os Creed Brothers), com os Wyatt Sicks saindo vitoriosos após Lumis fazer o pin em Gable. No episódio do Raw em 26 de agosto, Howdy enfrentaria Gable em uma luta individual, vencendo após a interferência de ambos os times, American Made e Wyatt Sicks, antes de realizar o Sister Abigail.

## Membros

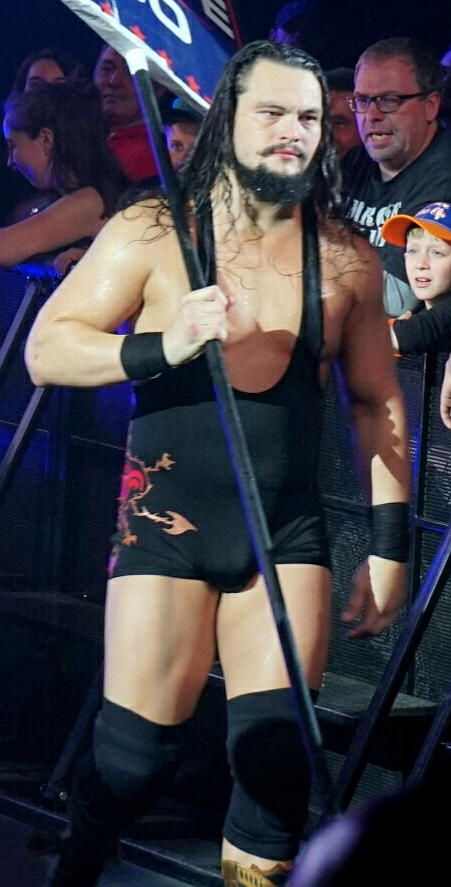
Bo Dallas
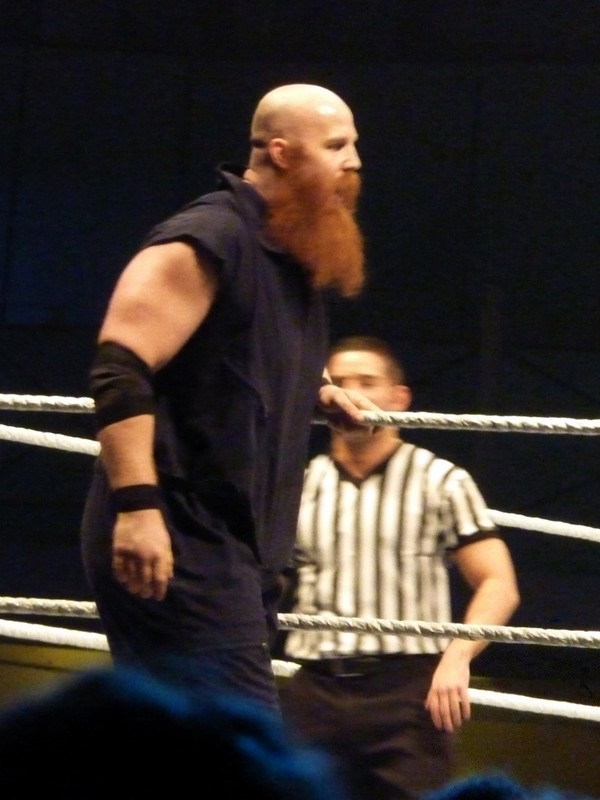
Erick Rowan
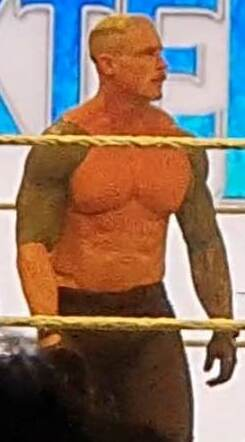
Dexter Lumis
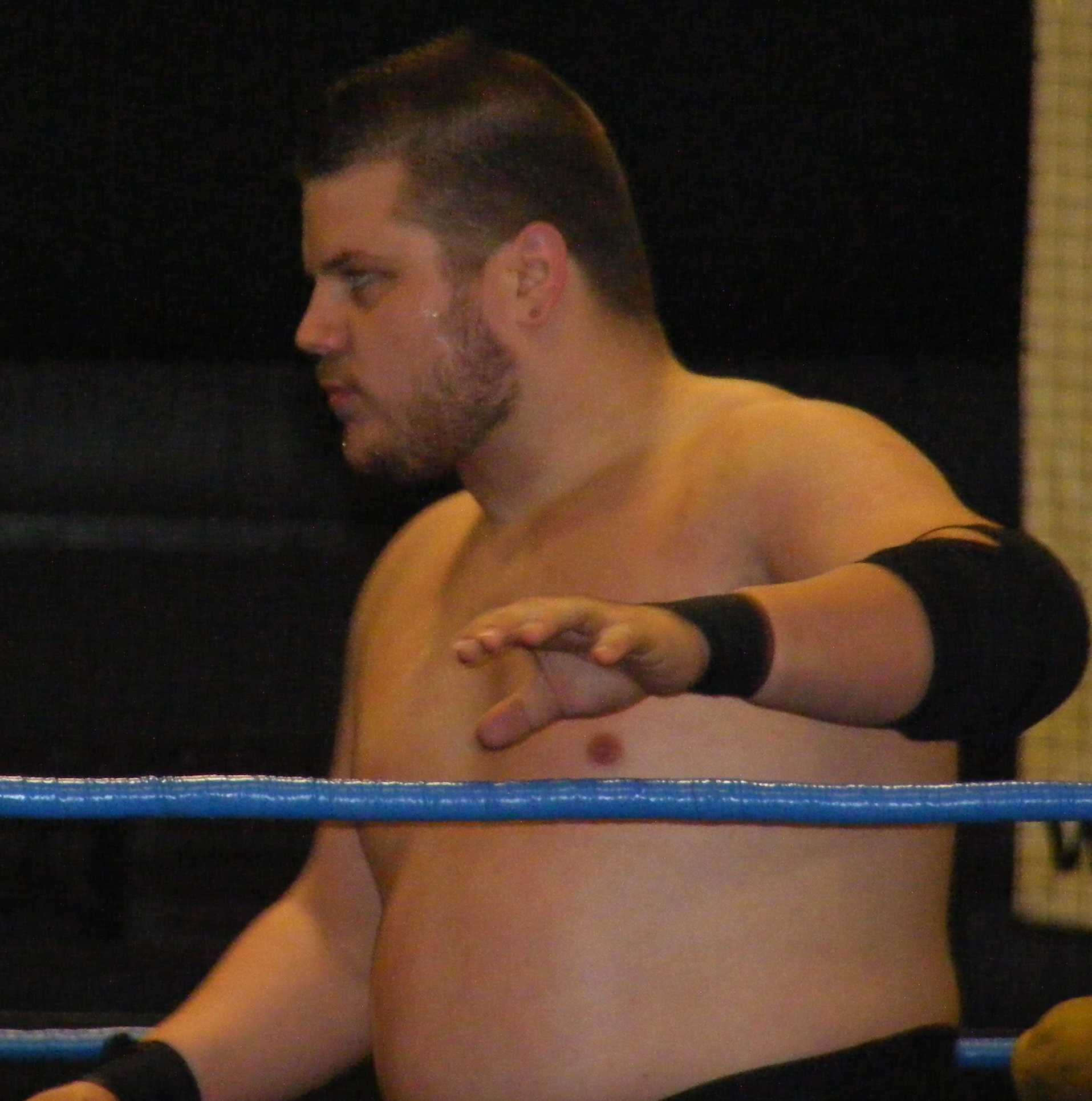
Joe Gacy
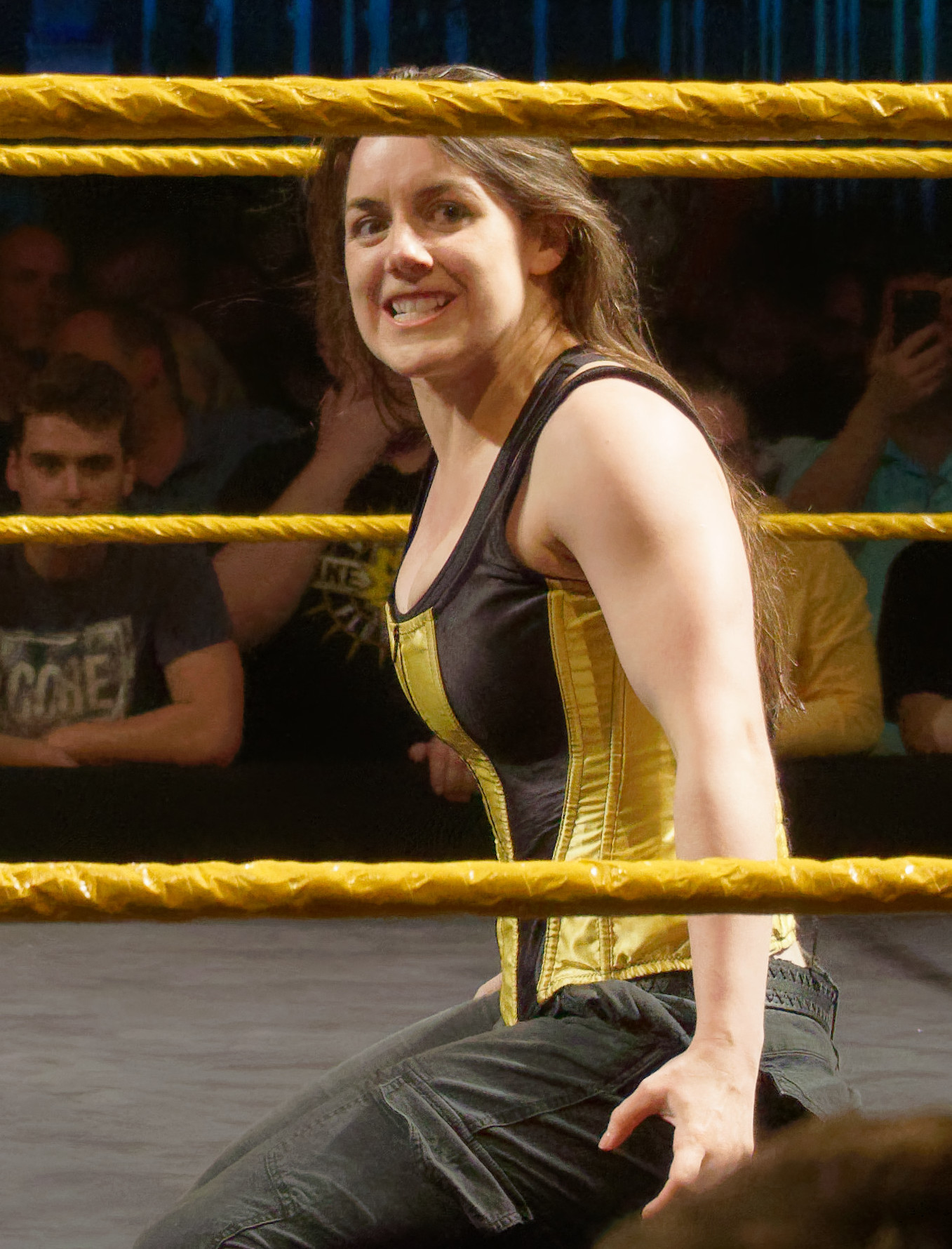
Nikki Cross

| L | Líder           |
| M | Manager         |
| * | Membro fundador |

| Membros | Membros                          | Entrada             |
| ------- | -------------------------------- | ------------------- |
| *L      | Bo Dallas (Uncle Howdy)          | 17 de junho de 2024 |
| *       | Erick Rowan (Rambling Rabbit)    | 17 de junho de 2024 |
| *       | Dexter Lumis (Mercy the Buzzard) | 17 de junho de 2024 |
| *       | Joe Gacy (Huskus the Pig)        | 17 de junho de 2024 |
| *       | Nikki Cross (Abby the Witch)     | 17 de junho de 2024 |

## Títulos e prêmios
- WWE
  - Campeonato de Duplas da WWE (1 vez, atuais) – Gacy e Lumis
  - Slammy Award (1 vez)
    - Momento WTF do Ano (2025) Wyatt Sicks estreando no Raw.